# Luiz Ferreira Martins
Luiz Ferreira Martins (Itapetininga, 4 de junho de 1935 - Bauru, 20 de março de 2021) foi um médico veterinário, professor e político brasileiro. Formado em medicina veterinária pela Universidade de São Paulo, foi professor de histologia e embriologia da universidade entre 1958 e 1970. Ferreira Martins foi diretor da Faculdade de Odontologia de Bauru da USP entre 1971 e 1976, Coordenador do Ensino Superior do estado de São Paulo entre 1973 e 1976, Secretário Estadual de Educação, no governo de Paulo Maluf (1979-1982)  e primeiro reitor da Universidade Estadual Paulista (Unesp), entre 1976 e 1980.
Foi eleito deputado federal pelo Partido Democrático Social, cumprindo mandato entre 1983 e 1987.
Morreu em março de 2021, em decorrência de complicações da COVID-19.

## Vida e carreira
Ferreira Martins nasceu em Engenheiro Hermilo, localidade da zona rural de Angatuba (anteriormente pertencente ao município de Itapetininga). Era o caçula de seis filhos.  Estudou na zona rural até os oito anos, quando mudou-se para Tietê, onde terminou o curso primário. Ganhou uma bolsa de estudos do cunhado do fazendeiro para quem seu pai trabalhava e mudou-se para São Paulo, onde concluiu o curso científico no colégio Visconde de Porto Seguro.
Prestou vestibular e entrou no curso de veterinária da Universidade de São Paulo. No fim do primeiro ano de faculdade, foi convidado para se tornar monitor de histologia e embriologia. Foi membro do Conselho Universitário por 24 anos. Aos 31 anos prestou concurso para professor catedrático de histologia na recém-implantada faculdade de odontologia da USP em Bauru, tornando-se o  mais jovem e o último catedrático da instituição, antes da implantação da Lei de Diretrizes e Bases extinguir as cátedras vitalícias e implantar os departamentos.
Em Bauru, Ferreira Martins foi escolhido como vice-diretor da faculdade, e  mais tarde diretor, ente 1971 e 1976. Durante sua administração, obteve recursos para implantar o Hospital de Reabilitação de Anomalias Craniofaciais (conhecido como Centrinho)
Morreu em março de 2021, em decorrência de complicações da COVID-19.